# Nekropola Monterozzi
Nekropola Monterozzi je etruščanska nekropola na vzpetini vzhodno od Tarkviinije v Laciju v Italiji. Nekropola ima okoli 6.000 grobnic, najstarejša pa je iz 7. stoletja pred našim štetjem. Približno 200 grobov je okrašenih s freskami. Monterozzi je bil leta 2004 uvrščen na Unescov seznam svetovne dediščine zaradi prikaza vsakdanjega življenja na freskah v grobnicah, od katerih so mnoge replike etruščanskih hiš, edinstveno pričevanje o tej izginuli kulturi.

## Opis
Začetek uporabe grobišča sega v železno dobo ali Villanovsko obdobje (9. stoletje pred našim štetjem) in je v uporabi vse do rimskih časov. Iz Villanovanovega obdobja so ohranjeni preprosti okrogli grobovi, izklesani iz skale za žarne pokope.
Proti koncu 8. stoletja so se pojavile prve pokopne komore kot družinske grobnice zaradi vzpona moči aristokracije. Pojavile so se na površini kot tumulusi, ki so bili včasih zelo veliki, da bi povečali moč in ugled plemičev, kar je mogoče videti zlasti v tako imenovani kraljevi in kraljičini grobnici. V 19. stoletju je bilo še vedno vidnih okoli 600 tumulusov, potem so mnoge razbili zaradi izkopavanj.
Tumulusi so običajno pokrivali podzemne komore, izklesane v skalo, s sarkofagi in osebnimi predmeti umrlih in mnogi od njih imajo stenske slike.
Najzgodnejši sarkofagi so izrezljani s podobo pokojnika ležečega na pokrovu. Kasnejši in številnejši tipi kažejo, da se naslanja na levo stran, gleda proti gledalcu in pogosto drži libacijsko posodo; občasno moški prikaže seznam z navedbo svojih prednikov in uradniških položajev, ki jih je zasedal. V drugi polovici 4. stoletja pr. n. št. so uporabljali izklesane in poslikane sarkofage iz tufa, marmorja in alabastra. Položeni so bili na kamnitih klopeh ali proti stenam v sedaj zelo velikih podzemnih komorah.
Sarkofagi so bili okrašeni z reliefi simbolne ali mitološke vsebine, ki so pogosto izvirali iz Tarentinskih modelov. Ta vrsta sarkofagov, ki se nadaljujejo do 2. stoletja, so v Tarkviniji tako zelo številni, da so jih morali proizvajati lokalno. Stene grobnic iz poznega obdobja so poslikane s podzemeljskimi demoni, ki so spremljali mrtve na njihovem potovanju v onostranstvo, prizore v spodnjem svetu, procesije sodnikov in drugih simbolov ugleda eminentnih članov družin, ki so tam pokopani.

Med najbolj imenitnimi poslikanimi grobovi, ki so znani predvsem po umetniški kakovosti fresk, so:
- Grobnica leopardov ima nekaj najbolje ohranjenih fresk
- Augurova grobnica
- Grobnica lova in ribolova
- Grobnica s tricliniumom
- Grobnica modrih demonov
- Grobnica bikov, najstarejša grobnica, okrašena z zapletenimi freskami, ki so bile naslikane v 540-530 pr. n. št. ali 530-520 pr. n. št. Je ena redkih etruščanskih grobnic, ki imajo erotične freske
- Grobnica bičanja. Je tudi ena redkih etruščanskih grobnic, ki imajo erotične freske.
- Orkusova grobnica je opazna, ker ima edina znano slikovno upodobitev etruščanskega demona Tuchulcha